# Persicaria maculata
Persicaria maculata là một loài thực vật có hoa trong họ Rau răm. Loài này được (Raf.) Gray miêu tả khoa học đầu tiên năm 1821.